# Rhytia cocalus
Rhytia cocalus är en fjärilsart som beskrevs av Pieter Cramer 1777. Rhytia cocalus ingår i släktet Rhytia och familjen nattflyn. Inga underarter finns listade.